# Grecka Metropolia Francji
Grecka Metropolia Francji, Metropolia Gallska – struktura prawosławnego Patriarchatu Konstantynopola, obejmująca swoim zasięgiem obszar Francji. Podlegają jej etnicznie greckie parafie położone na terytorium Francji. Główną świątynią metropolii jest katedra św. Stefana w Paryżu. 
Metropolia działa od 1963. Obecnie dzieli się na wikariaty: 
- Wikariat południowy
- Wikariat północny
- Wikariat centralny

Ponadto metropolii podlega 6 monasterów:
- monaster św. Mikołaja w La Dalmerie (męski),
- monaster Zaśnięcia Matki Bożej w La Faurie (męski),
- monaster Opieki Matki Bożej w Bussy-en-Othe (żeński)[4],
- monaster św. Antoniego w Saint-Laurent-en-Royans (męski),
- monaster Opieki Matki Bożej w La Bastide d'Engras (żeński),
- monaster Przemienienia Pańskiego w Terrasson (żeński).

Trzy ostatnie wspólnoty monastyczne są filiami klasztoru Simonopetra na górze Athos.

## Wikariat rosyjski
4 lipca 2020 r. w ramach administratury utworzono wikariat rosyjski, z myślą o parafiach ze zlikwidowanego w listopadzie 2018 r. Zachodnioeuropejskiego Egzarchatu Parafii Rosyjskich, które postanowiły pozostać w jurysdykcji Patriarchatu Konstantynopolitańskiego. Wikariat podlega bezpośrednio ordynariuszowi Greckiej Metropolii Francji.